# 萧抱珍
萧抱珍（？—1166年），卫州（今河南省卫辉市）人，金朝道士，太一教创始者。
金熙宗天眷年间，传授太一三元法箓之术，命名为太一教。皇统八年（1148年），奉诏进宫觐见金熙宗，受赐道观，观名“太一万寿”。太一教四传而至萧辅道。元朝建立后，在两京建太一宫，忽必烈赐太一掌教宗印与其后传弟子李居寿。